# Huberdeau
Pour les articles homonymes, voir Huberdeau (homonymie).
Huberdeau est une municipalité du Québec située dans la municipalité régionale de comté des Laurentides, dans la région administrative des Laurentides.

## Toponymie
La municipalité – territoire de chasse des Algonquiens Weskarinis avant son instauration – a pris son nom en l'honneur de l'abbé Gédéon-Ubalde Huberdeau, autrefois curé d'Albany, de Saint-André-d'Argenteuil, d'Iberville et de Chambly.
Le toponyme Huberdeau est passé dans les usages vers la fin du XIXe siècle pour désigner tout à la fois le village et le site de son orphelinat, en hommage à l'abbé Huberdeau.
Ce toponyme est retenu comme dénomination du bureau de poste à son ouverture en 1895.
Les écrits des Pères Montfortains, à l'occasion des fêtes jubilaires de 1910, utilisent le toponyme Huberdeau pour désigner le site de l'Orphelinat agricole Notre-Dame-de-la-Merci .
Ce n'est cependant qu'en 1926 que ce toponyme est officialisé lors de la constitution de la municipalité d'Huberdeau comme entité séparée de la municipalité de canton d'Arundel.

## Géographie
Les différents secteurs sont :
- Gray Valley au sud, vers Harrington.
- Rockway Valley à l'ouest, vers Saint-Rémi-d'Amherst.
- Le rang de la rouge au nord, vers Brébeuf.
- Le rang du Lac à la loutre au nord. vers Brébeuf.

La rivière Rouge délimite l'est de la municipalité du nord vers le sud.

## Démographie
| 1991 | 1996 | 2001 | 2006 | 2011 | 2016 | 2021 |
| ---- | ---- | ---- | ---- | ---- | ---- | ---- |
| 903  | 942  | 918  | 924  | 894  | 868  | 863  |

## Administration
Les élections municipales se font en bloc pour le maire et les six conseillers.
| Huberdeau Maires depuis 2001                                                                                         |                         |                     |          |
| Élection | Maire                   | Qualité             | Résultat |
| 2001 | André Lanthier          |                     | Voir     |
| 2005 | Évelyne Charbonneau     |                     | Voir     |
| 2009 | Évelyne Charbonneau     | Voir                |          |
| 2013 | Évelyne Charbonneau     | Voir                |          |
| 2017 | Évelyne Charbonneau     | Voir                |          |
| 2021 | Fanny Véronique Couture |                     | Voir     |
| juin 2022 | Benoit Chevalier        | Maire suppléant     | Voir     |
| août 2022 | Audrey Charron-Brosseau | Mairesse suppléante | Voir     |
| oct. 2022 | Benoit Chevalier        |                     | Voir     |
| Élection partielle en italique Depuis 2005, les élections sont simultanées dans toutes les municipalités québécoises |                         |                     |          |

## Éducation
La Commission scolaire Sir-Wilfrid-Laurier gère des établissements scolaires anglophones de la région. Ces écoles sont:
- École primaire Arundel (Arundel)[5]
- Académie Sainte-Agathe (pour l'école secondaire seulement) à Sainte-Agathe[6].

La municipalité d'Huberdeau est desservie par la Sûreté du Québec, poste de Mont-Tremblant secteur St-Jovite.

## Personnalités du village
- Frédéric Back, réalisateur. C'est grâce à l'affection qu'il porte pour Ghyslaine Paquin, une jeune fille du village, que le futur vainqueur de deux Oscars arrive au Québec. Il se marieront dans l'église d'Huberdeau et y posséderont une ferme pendant 50 ans[7].
- Jonathan Drouin, joueur de hockey sur glace professionnel

## Galerie

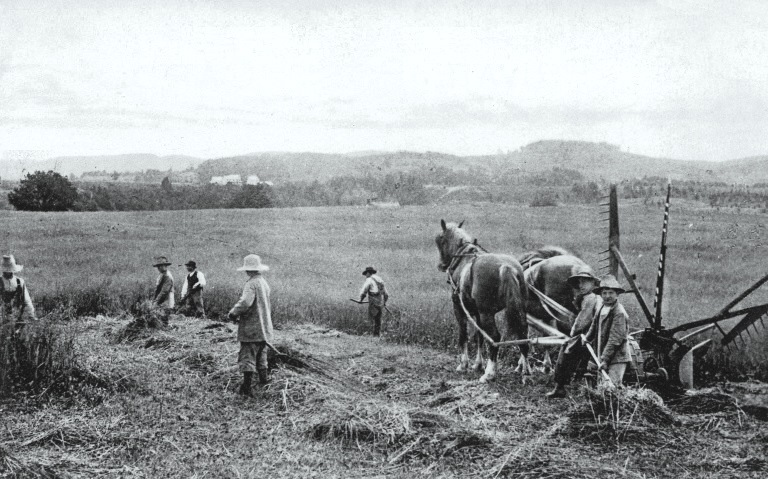
La moisson à l'orphelinat de Huberdeau, vers 1910
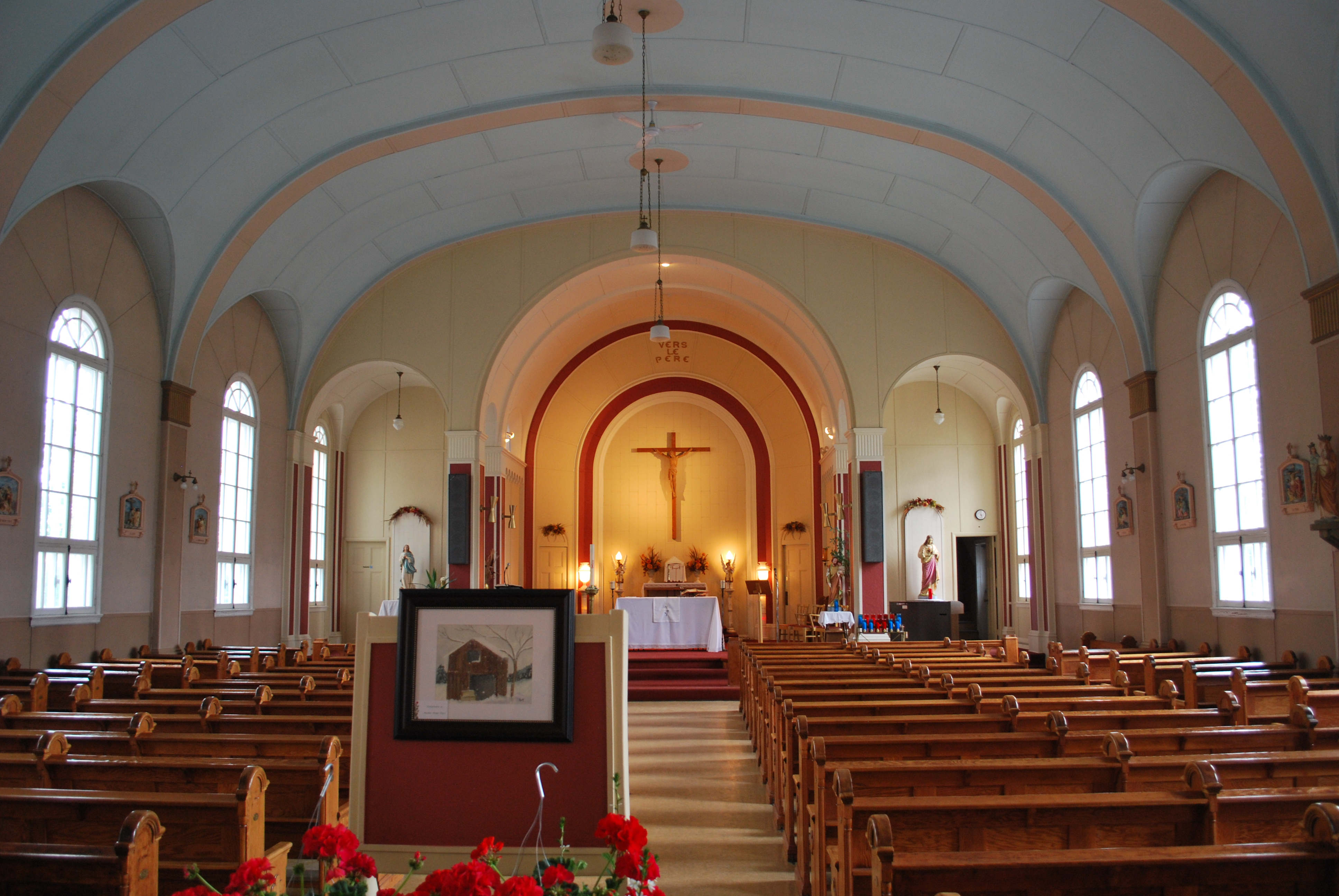
Intérieur de l'église
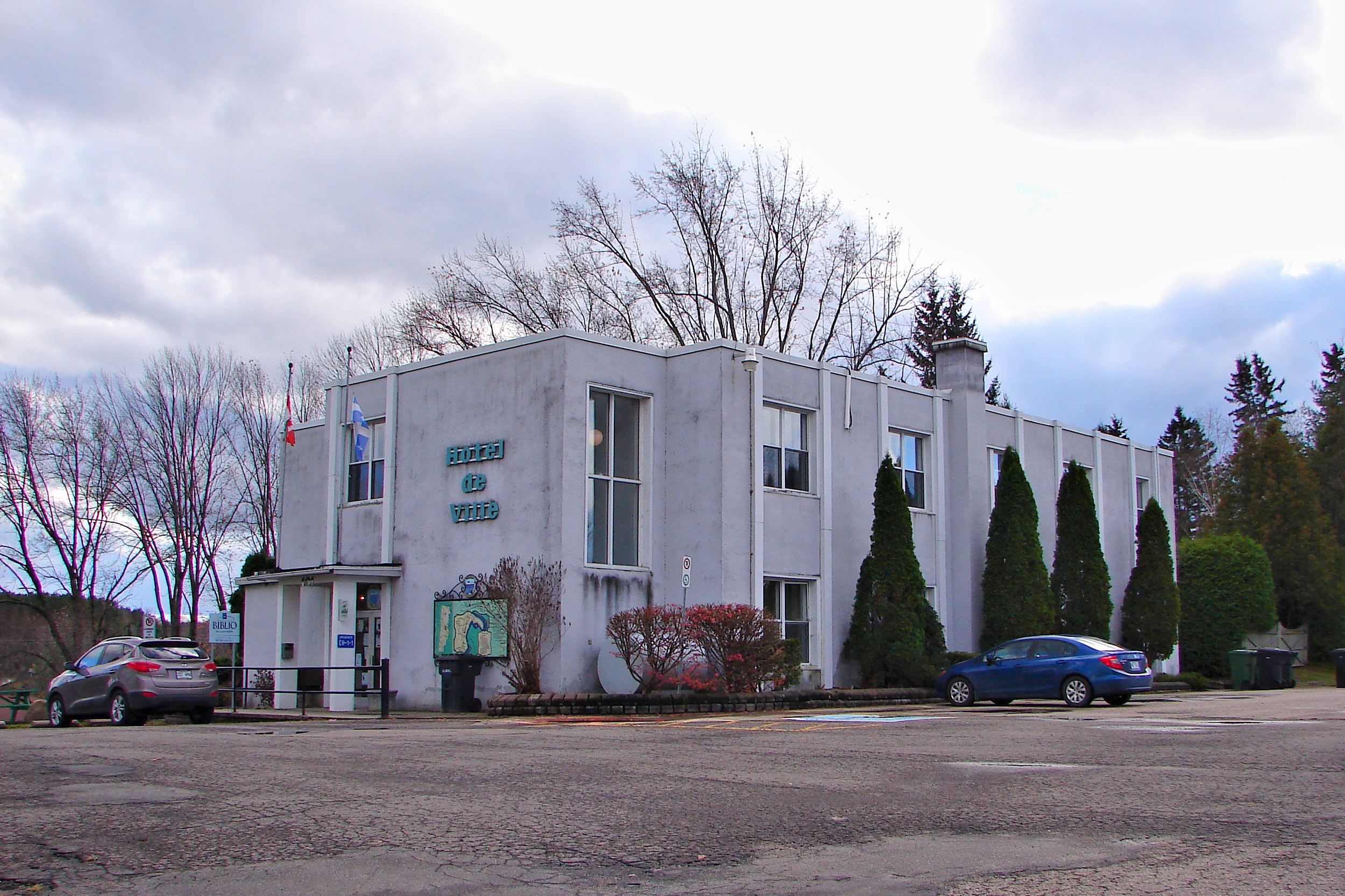
Hôtel de ville